# Stružnice
Obec Stružnice (německy Straußnitz) se nachází v okrese Česká Lípa, v Libereckém kraji, šest kilometrů západně od České Lípy. Žije zde přibližně 1 000 obyvatel. Vesnicí protéká řeka Ploučnice, též přes ni vede železniční trať z Benešova nad Ploučnicí do České Lípy. Součástí obce jsou také vesnice Bořetín, Jezvé a Stráž u České Lípy.

## Historie
První písemná zmínka o Stružnici pochází z roku 1281, kdy vesnice patřila ke klinštejnskému panství. Jeho součástí byla do roku 1403, kdy ji páni z Klinštejna prodali vladyckým rodům z Valkeřic a Těchlovic. Třetí díl vsi byl nejméně od druhé poloviny čtrnáctého století šosovním statkem České Lípy. Jednotlivé části vsi se označovaly, podle polohy na toku Ploučnice, Horní, Prostřední a Dolní. V Dolní Stružnici stávala vodní tvrz, doložená písemně v roce 1564. Pozůstatky panských sídel zvané Prostřední dvorec a Horní dvorec se dochovaly v hospodářských areálech využívaných ve druhé polovině dvacátého století jednotným zemědělským družstvem.
Od roku 1964 patří k obci bývalé městečko Jezvé (odtud první zprávy z roku 1197), osady Stráž u České Lípy a Bořetín. Stávaly zde dvě tvrze, střední na místě čp. 103 a horní v západní části statku čp. 154.
V obci dříve stával Kostel Nejsvětější Trojice, v roce 1972 však byl s poukazem na špatný technický stav odstřelen.

## Symboly obce
Návrh znaku i vlajky zpracoval Stanislav Kasík. V dubnu 1999 návrhy projednalo obecní zastupitelstvo, v říjnu 1999 jej posoudil podvýbor pro heraldiku a vexilologii PS PČR a 6. prosince 1999 jej obci předseda Poslanecké sněmovny udělil.
Symboly (ikonografie) zobrazují fakta, že obcí protéká řeka Ploučnice, že majitelem byl Záviš ze Stružnice a (později další Klinštejnové) a že obec má tři historické části.

## Dopravní spojení
V obci je budova železniční stanice Stružnice na trati 086 z České Lípy přes Benešov nad Ploučnicí na Děčín. Samotná obec je protnuta souběžně vedoucí silnicí č. II/262 a řekou Ploučnicí, u nádraží přemostěnou silničním mostem.

## Příroda
- Na katastru Stružnice je přírodní památka Stružnické rybníky, soustava několika menších rybníků protékaná Stružnickým potokem.
- U nádraží jsou též tabule vyznačující okraj CHKO České středohoří.[8]
- Na katastru obce je 432 metrů vysoký Stružnický kopec.

## Sport a turistika
- V obci působí vodácký oddíl, který v areálu u mlýna na Ploučnici pořádá 2× ročně mezinárodní vodácké závody Stružnická peřej.
- Obcí prochází cyklostezka č.211.[9]
- Působí zde fotbalový oddíl Dynamo Stružnice, který měl v sezóně 2009/2010 v okresních soutěžích ČMFS tři týmy.[10] A muži hrají II.třídu, B.tým IV.třídu a v okresním přeboru hrají i mladší žáci. Fotbalový tým mužů zakončil sezonu 2010/2011 v II. třídě okresu Česká Lípa na 7. místě čtrnáctičlenné tabulky.[11] O rok později si o jedno místo v závěrečné tabulce pohoršil.[12]

## Další fotografie

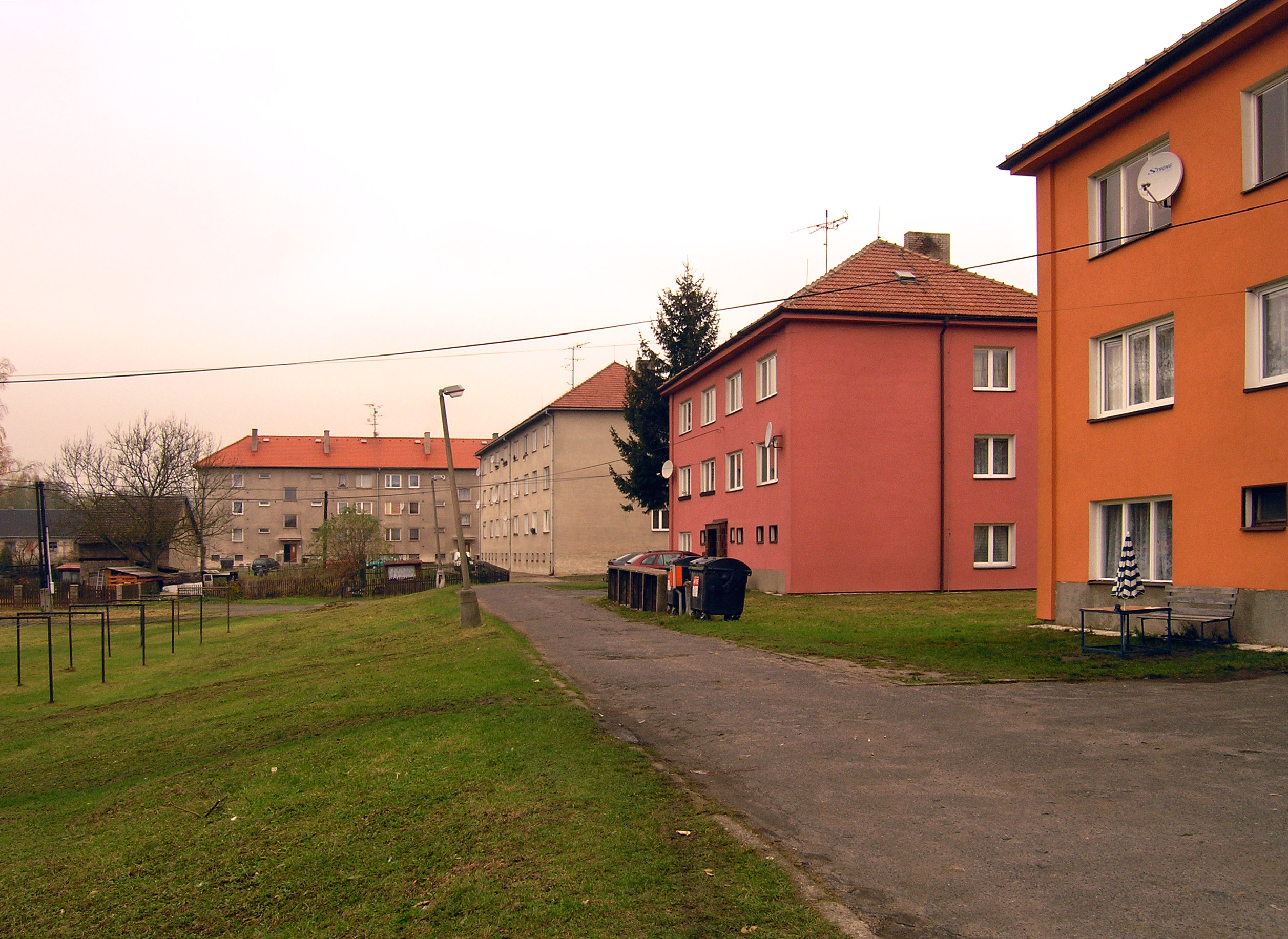
Sídliště u trati
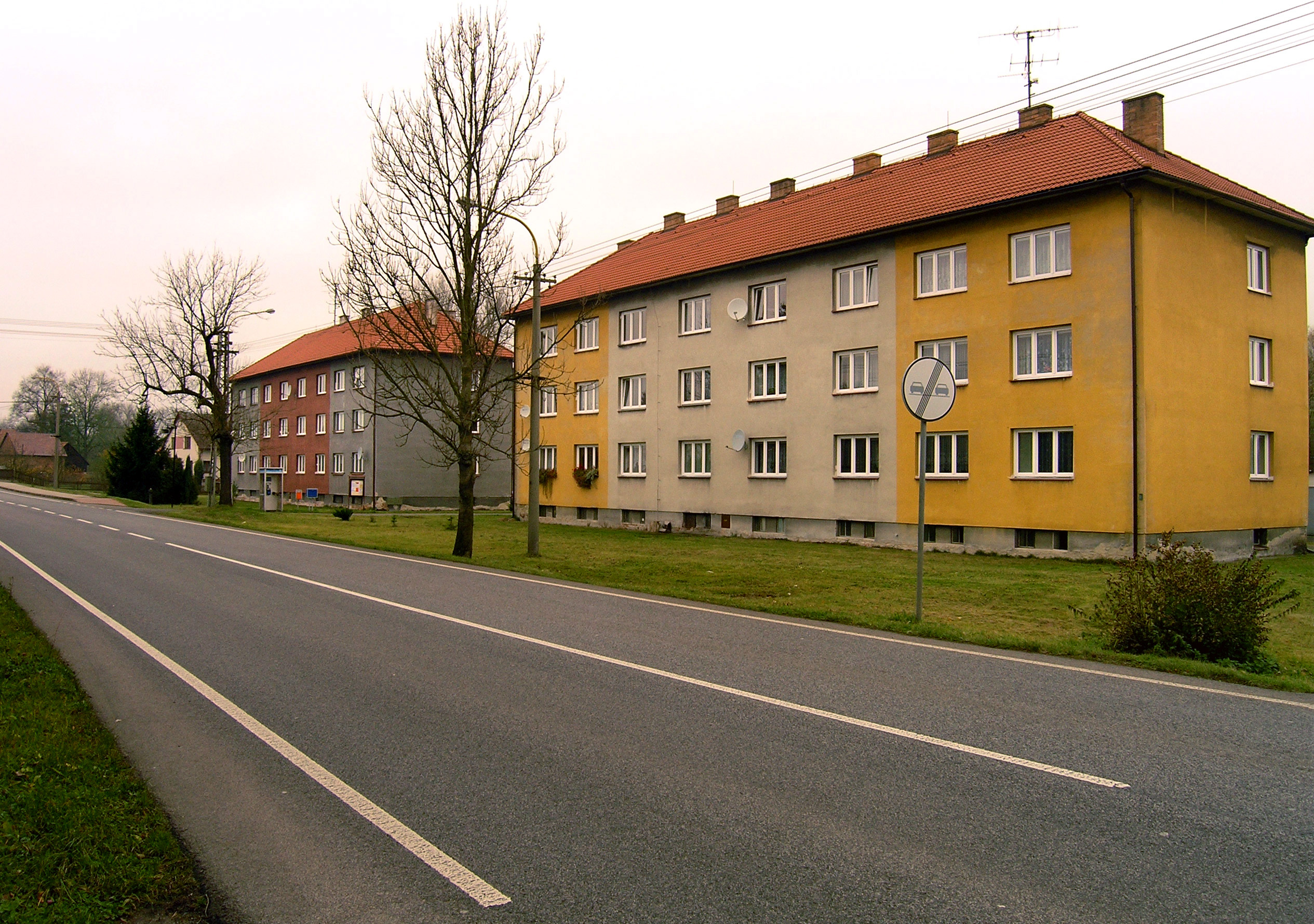
Hlavní silnice
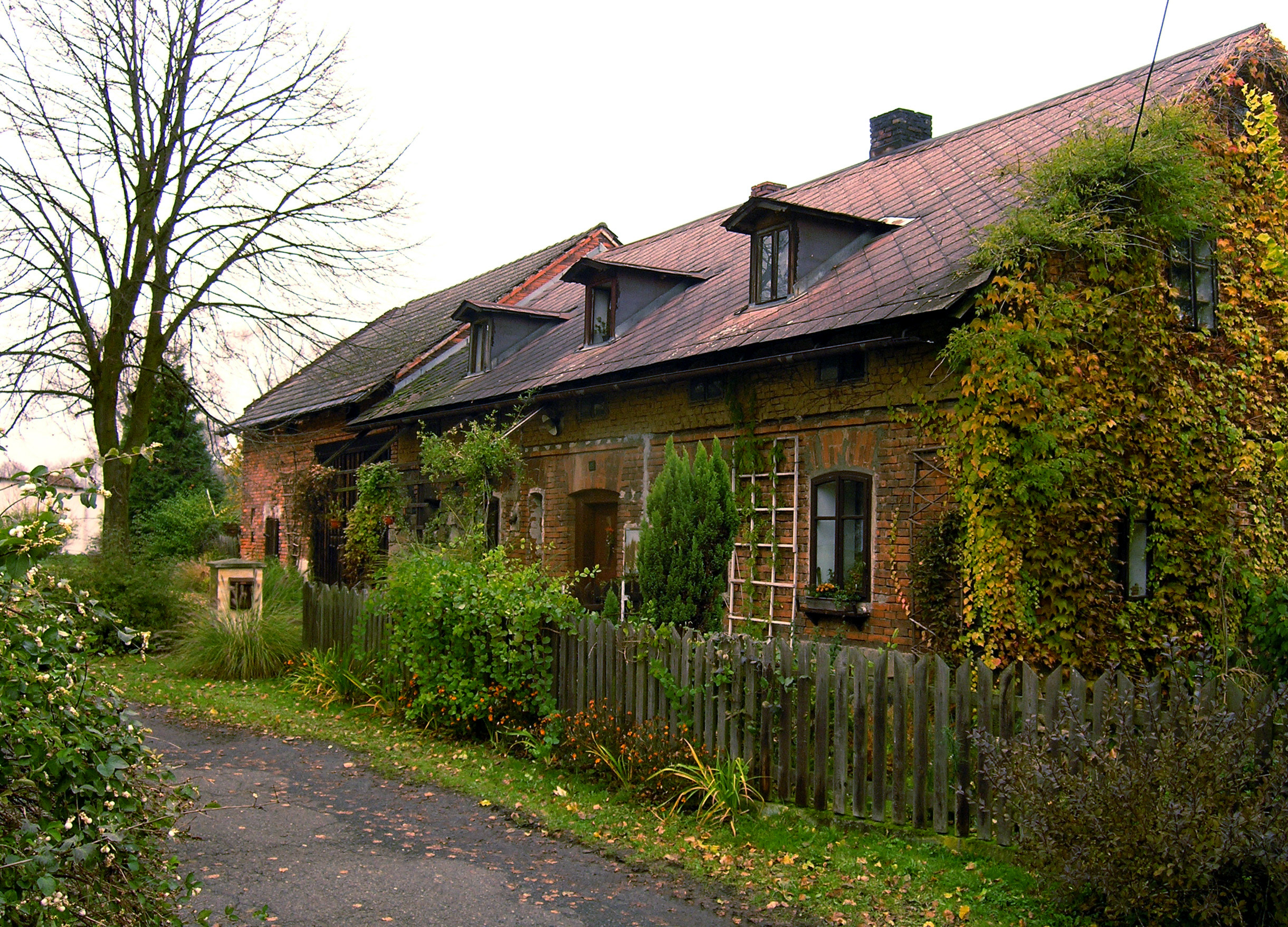
Domek na východě